# Embalse de Nuestra Señora del Agavanzal
El embalse de Nuestra Señora del Agavanzal está ubicado en la provincia de Zamora, comunidad autónoma de Castilla y León, España. 
Tanto la presa como la central fueron construidas por Agroman.